# Xylosma racemosum
Xylosma racemosum är en videväxtart som först beskrevs av Sieb. och Zucc., och fick sitt nu gällande namn av Friedrich Anton Wilhelm Miquel. Xylosma racemosum ingår i släktet Xylosma och familjen videväxter. Utöver nominatformen finns också underarten X. r. pubescens.